# Stara Synagoga w Bychawie
Stara Synagoga w Bychawie – drewniana bożnica zbudowana w XVIII wieku przy ulicy Kościuszki. Na jej miejscu w 1810 roku wzniesiono nową murowaną synagogę.